# 自見庄三郎
自見 庄三郎（じみ しょうざぶろう、1945年〈昭和20年〉11月5日 ‐ ）は、日本の政治家、医師。
ハーバード大学公衆衛生学部主任研究員、九州大学医学部講師、衆議院議員（7期）、参議院議員（1期）、郵政大臣（第63代）、内閣府特命担当大臣（金融担当）・郵政改革担当大臣（菅直人内閣、野田内閣）、国民新党代表（第3代）、同幹事長（第2代）などを歴任した。

## 来歴

### 生い立ち
福岡県小倉市（現・北九州市小倉北区）生まれ。1958年に小倉市立堺町小学校（現・北九州市立小倉中央小学校）、1961年に福岡学芸大学附属小倉中学校（現・福岡教育大学附属小倉中学校）、1964年に福岡県立小倉高等学校を卒業し、九州大学医学部へ入学。1970年6月、第50回医師国家試験に合格した。学園紛争により卒業が4ヶ月延期されたため、1970年7月に大学を卒業。

### 医学者として
九州大学医学部の第1内科に入局し、遺伝学研究室主任を務めた。1977年3月、九州大学大学院の医学系研究科を修了し、医学博士の学位を取得した。1980年7月、アメリカのハーバード大学にて、公衆衛生学部の疫学教室に所属する主任研究員となった。1982年4月、九州大学医学部で講師に就任した。

### 衆議院

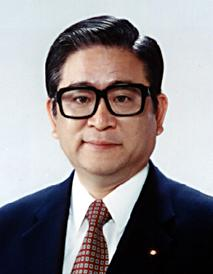
1997年、郵政大臣就任時に公表された肖像写真（内閣広報室より）

1983年12月、第37回衆議院議員総選挙に当時の旧福岡4区から自由民主党公認で立候補し、初当選を果たした。以後7期連続当選を果たす。党内派閥では当初中曽根派（後の渡辺派）に所属したが、1998年に山崎拓らと共に同派を離脱し、山崎派を旗揚げ。
1986年7月の第38回衆議院議員総選挙で再選後、衆議院の議事進行係に就任した。1997年9月には、第2次橋本改造内閣にて、郵政大臣に就任した。
2005年7月5日、いわゆる「郵政国会」の衆議院本会議採決で反対票を投じた。第44回衆議院議員総選挙では、この反対票を理由に自由民主党の公認を得られず、無所属で福岡10区から出馬した。しかし、同年9月11日、自由民主党が「刺客候補」として送り込んだ西川京子に敗れ、落選。その後、離党勧告処分を受けて、自由民主党を離党した。

### 総選挙落選後
2006年8月22日、国政復帰を目指して、日本医師会の政治団体である日本医師連盟（日医連）の第21回参議院議員通常選挙比例区推薦候補公募に立候補するも、日医連執行委員会での採決の結果、圧倒的大差で自民党の武見敬三参院議員に敗れた。しかし4月の日医会長選で、武見が当選した唐澤祥人会長に肩入れしたことを「政治介入」とし、強く反発していた近畿6県などの執行委員は退席した。また、2007年1月30日には、茨城県医師会の政治団体である茨城県医師連盟（委員長原中勝征）は常任委員会を開き、第21回参議院通常選挙で武見と自見の2人を推薦することを決め、日本医師連盟に背く決定を下した。
2006年10月13日、「参院選後は国民新党がキャスティングボートを握る可能性がある」として、第21回参議院議員通常選挙に国民新党の比例候補として立候補することが正式に発表された。2007年2月4日に実施された北九州市長選挙では、当選した北橋健治を支援した。当初は過去のいきさつもあり自由民主党が推薦した対立候補を支援していたが、新たな所属先である国民新党が北橋を推薦したことから、最終的に党の方針に従った。

### 参院選当選
2007年7月29日投開票の参議院議員選挙に国民新党公認で比例代表から出馬して当選し、国政に復帰した。なお、日医連の推薦を争った武見敬三は落選した。同年8月には、国民新党副代表に就任した。同年9月25日、当選後初めての総理大臣指名選挙では棄権した。その後、国民新党総務会長（のち、政策審議会長へ移行）に就任した。2009年9月、亀井久興の落選に伴い、国民新党幹事長に就任した。

### 菅政権

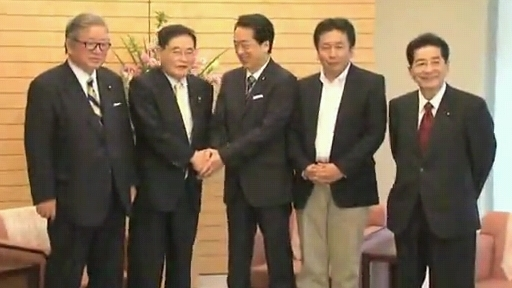
2010年6月8日、菅直人内閣発足時に内閣総理大臣官邸にて、国民新党代表亀井静香、内閣総理大臣菅直人、民主党幹事長の枝野幸男、内閣官房長官の仙谷由人と

2010年6月11日、亀井静香の辞任に伴い、後任の内閣府特命担当大臣（金融担当）として2度目の入閣を果たした。前任の亀井が担当していた「郵政事業の抜本的な見直し及び改革を推進するため企画立案及び行政各部の所管する事務の調整」いわゆる郵政改革担当大臣も後任として担当することとなった。同年6月14日、国民新党幹事長を退任し、国民新党副代表に就任した。また、同年10月22日には、参議院本会議において、永年在職表彰（両院通算して25年に到達）を受けた。
2010年9月17日の菅直人第1次改造内閣、2011年1月14日の菅直人第2次改造内閣でも、それぞれ内閣府特命担当大臣（金融担当）に留任した。また、引き続き「郵政事業の抜本的な見直し及び改革を推進するため企画立案及び行政各部の所管する事務の調整」も担当することとなった。

### 野田政権
2011年9月2日、野田内閣で内閣府特命担当大臣（金融担当）に再任された。また、「郵政事業の抜本的な見直し及び改革を推進するため企画立案及び行政各部の所管する事務の調整」も担当することとなった。
2012年3月31日、野田政権が社会保障の安定財源の確保等を図る税制の抜本的な改革を行うための消費税法の一部を改正する等の法律案の国会提出するための閣議決定を巡り、国民新党代表の亀井静香が2009年の連立合意に反するとして、連立離脱を民主党執行部に通告するなど連立政権離脱を表明したが、郵政法案成立を優先するために連立を維持すべきとした党内多数派の自見は閣議へ出席したうえで、消費税増税法案の国会提出に署名をした。自見はその後の会見で「国民新党所属議員のうち連立政権離脱に反対した6人の議員によって開いた議員総会で連立政権への残留を決定した」「国民新党副代表として署名した」と説明した。代表が法案に反発して連立離脱を表明したにもかかわらず、所属議員がその意に反して閣議へ出席して法案に署名したのは極めて異例で、野党側から批判が相次いだほか、身内である国民新党政調会長の亀井亜紀子から「（自見の）除名を含めて検討すべき」との発言まで飛び出した。ちなみに、その後に開かれた4月3日の閣議にも自見は出席している。従って、野田政権の存立基盤が民主党単独の政権なのか国民新党との連立政権なのかが非常に不明確になってしまった。これは、国民新党の党則や規約の中で党議を代表の意向とするのか議員総会の議決とするのかといった点が、あいまいに整備されていたためというのが主因である。

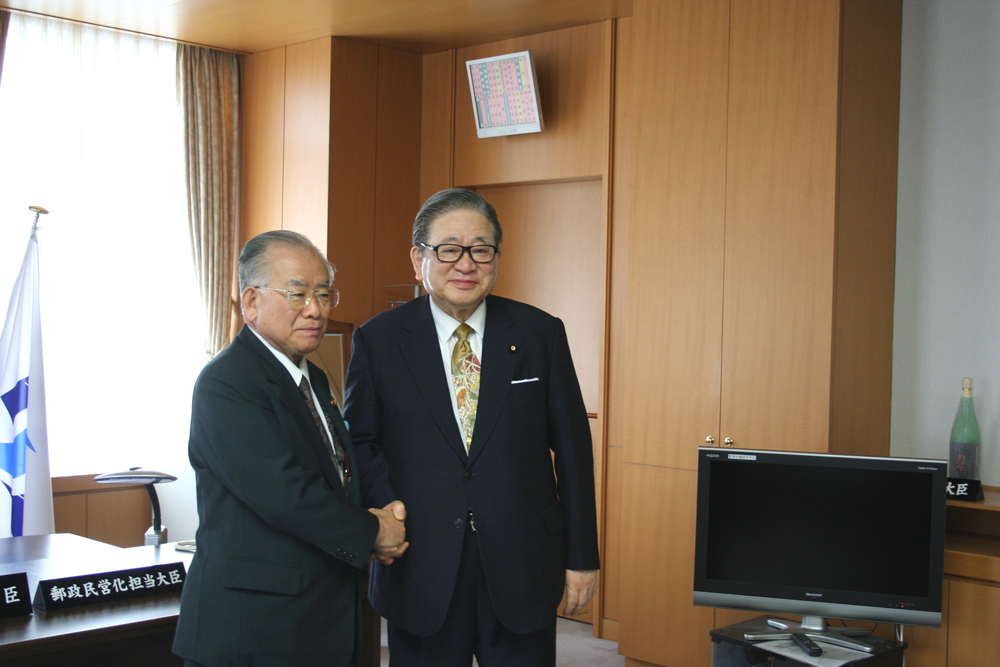
松下忠洋に事務引継ぎを行う自見（2012年6月5日）

4月5日、自見を含む連立維持派は議員総会で亀井静香を国民新党代表から解任し、新代表に自見が就任したことを発表。亀井静香は代表解任を無効であると主張したが、翌4月6日に亀井亜紀子と共に国民新党を離党したため、名実共に自見が国民新党代表となった。
5月8日、4月27日に郵政民営化の見直しを柱とする郵政民営化法等の一部を改正する等の法律が成立。
6月4日、内閣改造が行われ、内閣府特命担当大臣（金融担当）および郵政民営化担当大臣を退任し、野田第2次改造内閣では同じ国民新党の松下忠洋が後任の大臣に就任した。

### 国民新党解党
2012年12月16日の第46回衆議院議員総選挙の結果、自公連立政権の第2次安倍内閣が発足し、民主党と国民新党は下野。
2013年2月21日、自民党の河村建夫選挙対策委員長と会談し、国民新党を自民党に吸収合併させて自身も復党したいと申し入れる。しかし、自民党内ではこの申し入れに批判が相次ぎ、3月8日に自民党の石破茂幹事長が国民新党の吸収合併および自見の復党を拒否すると通告。
3月21日、自見1人で議員総会を開き、国民新党の解党を決定。その後は無所属での次期参院選出馬を模索していたが、2013年7月2日、正式に不出馬を表明した。
その後、次女の自見英子は第24回参議院議員通常選挙に自民党から立候補し、比例区で初当選した。

## 政策・主張
- 1997年12月16日、テレビ東京系で放映されたアニメ「ポケットモンスター」第38話「でんのうせんしポリゴン」を観ていた視聴者が痙攣などの発作を起こして病院に担ぎ込まれるという事件が起こった（ポケモンショック。地元の福岡県でも数名の患者が出た）。このとき医師でもある自見は、かつての勤務先でもある九州大学医学部の教授から「光感受性発作」に関するアドバイスを受けた上で、発生原因とメカニズムを分析、自らポケモンの該当話を視聴し、「透過光を利用して画面の背景がより強い光によって明滅する映像表現」（透過光撮影）への対応策を郵政大臣として指示した。この後、日本のテレビのアニメーション番組の多くは「テレビは明るい場所で離れた位置から見て下さい」といった字幕が流れるようになった。
- 2009年新型インフルエンザの流行に際して、2009年5月21日の参議院予算委員会で公衆衛生学の医学博士である自見は、学問的見地から見ても2009年新型インフルエンザ（以下、単に新型インフルエンザという。）は従来の季節性インフルエンザと毒性は変わらないとして、新型インフルエンザを感染症法第6条第6項に基づく五類感染症に指定する（通常の季節性インフルエンザと同類にするということ）よう舛添要一厚生労働大臣（当時）に迫った。これに舛添は、新型インフルエンザを国民の多くが免疫を獲得していない状況で五類感染症に指定することは、感染症法の改正が必要になるとした上で、妊婦や慢性疾患の患者であれば新型インフルエンザを罹患すると重篤になるとの見解を示した。これに対し、自見は妊婦や慢性疾患の患者は通常の季節性インフルエンザであっても重篤になるのは医学の常識であると反論し、CDC（アメリカ疾病予防管理センター）が「今回の新型インフルエンザは強毒性ではなく、教育プログラムや高校、大学での休校措置は奨励しない。」との見解を示しているとした上で、地方自治体や防疫関係者の負担が過多であり、こうした過剰な日本政府の対応による経済損失が最悪の場合、2兆円に上るおそれがあるとして再考を促したが、舛添は「CDCがすべてではない」などとして自見の意見を切り捨てた[13]。
- 2011年3月11日に発生した東日本大震災による福島第一原子力発電所の事故に伴い、電力需給の不足が懸念されて内閣に設置された電力需給緊急対策本部の第2回会合（3月14日開催）では、冷凍ワクチンの保管場所が計画停電の対象になると冷凍ワクチン自体が使用できなくなる恐れがあるとして配慮を求めた。また、第5回会合（5月13日開催）では、被災地の医療機関で電力が不足しないよう配慮を求めた[14]。
- 電力需給緊急対策本部の後継組織である電力需給に関する検討会合の第1回会合（7月20日開催）では、レーニンの「共産主義とは電化である。」との言葉を紹介した上で、政治は結果であり、30％を占める原子力をゼロにするのは現実的ではないとの見解を示した。さらに、「どうすれば原発を再稼働できるのか、はっきり、ビシビシと道筋をつけていただきたい。これは泥をかぶってでもやる話。強く言っておく。」と述べ、原発再稼働への理解を示し、海江田万里経済産業大臣に再稼働の道筋をつけるよう求めた。これに対し、海江田は「ありがたいお言葉」と述べ、発言を歓迎した。当時、7月13日の会見で脱原発の方針を示していた菅直人首相はこの会合に出席していない[15]。

## 主な役職
- 適切な医療を実現する医師国会議員連盟（会長）
- 日本香港友好議員連盟（会長）
- 日中友好議員連盟（副会長）
- 日朝国交正常化推進議員連盟（副会長）
- 天皇陛下御即位二十年奉祝国会議員連盟（常任幹事）
- 戸籍法を考える議員連盟
- 憲法20条を考える会（事務局）
- 政教分離を貫く会（代表世話人）
- 朝鮮半島問題研究会（副会長）

## 受章
- 2016年 - 春の叙勲で旭日大綬章を受章[16]。

## 文献
- 『自見庄三郎回顧録』伊藤隆編、中澤雄大 編集協力（中央公論新社、2024年）

### 著書
- 『郵政省蘇る“民意”が勝った行政改革』（日本テレソフト、1999年）

## 家族
- 父・自見政雄（1899年生） ‐ 産婦人科医、実業家。大分県中津市出身[17]。九州帝国大学医学部卒業後、母校研究室を経て若松市立病院、朝鮮木浦府立病院にて産婦人科医長を務めたのち福岡県小倉市鍛治町で自見産婦人科病院を開業[18]。小倉で1935年に昭和製薬、1939年に日進商事（塗料鉱油等の販売業）創業[19]。
- 母・礼子（旧姓・久良知、1911年生） ‐ 蔵内鉱業重役・久良知敏の二女。敏の祖父久良知重敏が明治時代に筑豊で炭鉱開発に乗り出し、敏の叔父であり岳父でもある久良知寅次郎や同族の蔵内次郎作ら久良知・蔵内両家一族で全国有数の炭鉱に育て、両家は1959年の尾平鉱山閉山まで金山など鉱山経営に携わった。寅次郎、次郎作は政界にも進出した。[20][21]
- 妻・礼子（旧姓・福田）
- 娘・自見英子 ‐ 政治家。夫に橋本岳、舅に橋本龍太郎。